# ХК Фрибур Готерон
ХК Фрибур Готерон је швајцарски хокејашки клуб из Фрибура. Клуб се такмичи у швајцарској Националној лиги А.
Утакмице као домаћин игра у Арени Патинуар Сен-Леонард капацитета 6.636 места.

## Историја
Хокејашки клуб Фрибур Готерон је основан 1937. године. Кроз историју неколико пута је мењао име. Основан је под именом ХК Готерон а овај назив је носио до 1967. године када је име клуба промењено у ХК Фрибург. Године 1980. године клуб добија данашњи назив.
До 1982. клуб је играо утакмице на отвореном клизалишту „Ле Агустинс“, када је направљена садашња дворана. Упркос свим финансијским проблемима који су пратили клуб, стигли су четири пута у финале Швајцарске националне лиге, међутим нису успели да постану прваци државе.
Клуб се 2006. године спасао банкроства.

## Дворана
Од 1982. године Фрибур Готерон своје домаће утакмице игра у Арени Патинуар Сен-Леонард капацитета 6.636 места. У почетку је арена имала капацитет 7.720 места, али је касни је због безбедности смањен капацитет. Преко 60 пута арена је била пуна, а највише у сезони 2009/10. када су 25 пута распродате све карте за утакмицу.

## Успеси
- Национална лига А:
  - Финалиста (5) :1983, 1992, 1993, 1994, 2013

## Познати бивши играчи
- Давид Ајбишер
- Андреј Хомутов
- Сергеј Марков
- Вјачеслав Биков
- Рене Фазел
- Марк Штрајт